# Atyria isis
Atyria isis är en fjärilsart som beskrevs av Jacob Hübner 1822. Atyria isis ingår i släktet Atyria och familjen mätare. Inga underarter finns listade i Catalogue of Life.